# Haritalodes derogata
Haritalodes derogata là một loài bướm đêm trong họ Crambidae.

## Hình ảnh

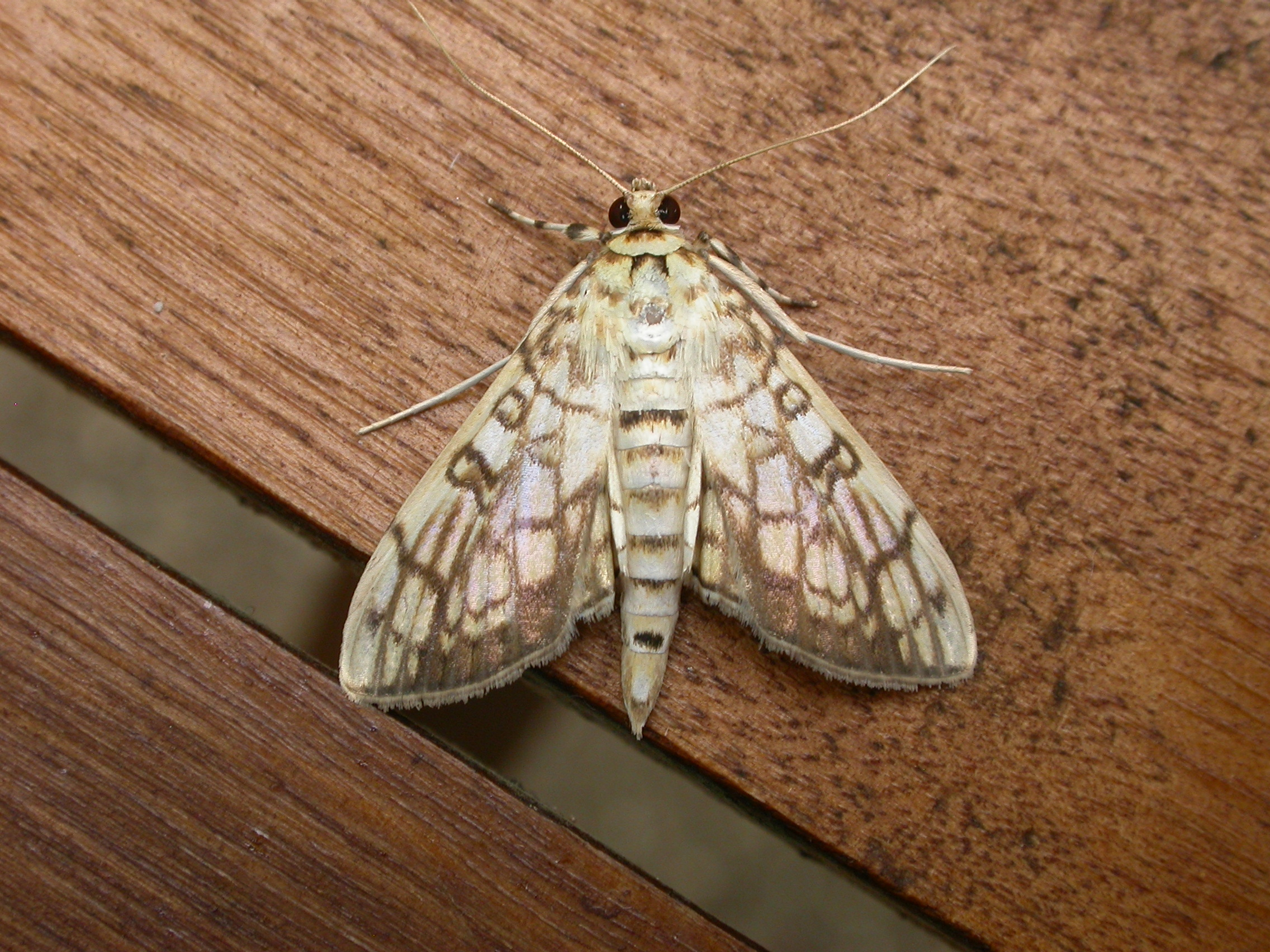